# Parningstid (film)
Parningstid är en amerikansk film från 1951 i regi av Mitchell Leisen. Det är en filmatisering av pjäsen Maggie av Caesar Dunn. Filmen nominerades till en Oscar för bästa kvinnliga biroll (Thelma Ritter).

## Handling
Ellen McNulty bestämmer sig för att göra ett oanmält besök hos sin nygifta son Val. När hon kommer fram misstas hon av frun Maggie för en kock men bestämmer sig för att hålla god min. Beslutet leder till en radda missförstånd. Inte blir det bättre av att Maggies snobbiga mor Fran kommer på besök.

## Rollista
- Gene Tierney - Maggie Carleton
- John Lund - Val McNulty
- Miriam Hopkins - Fran Carleton
- Thelma Ritter - Ellen McNulty
- Jan Sterling - Betsy
- Larry Keating - Mr. Kalinger, Sr.
- Cora Witherspoon - Mrs. Williamson
- Malcolm Keen - Mr. Williamson
- Ellen Corby - Annie
- Billie Bird - Mugsy